# Estrella (øl)
 For alternative betydninger, se Estrella. (Se også artikler, som begynder med Estrella)
Estrella er et mexicansk ølmærke af type pilsner som bliver produceret af Grupo Modelo i Guadalajara. Produktionen startede i slutningen af 1800-tallet i bryggeriet Cervecería Estrella (i dag Cervecería Modelo i Guadalajara) som Grupo Modelo overtog i 1954.

## Links
- Produktinformation Arkiveret 6. januar 2009 hos  Wayback Machine